# Arsène Aïdynian

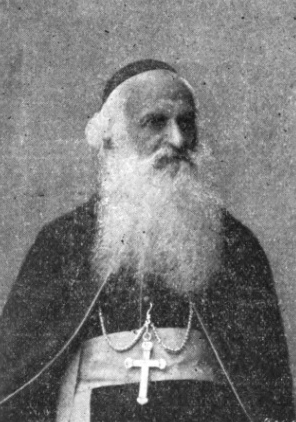
Generalabt Arsène Aïdynian

Arsène Aïdynian CMV (* 19. Januar 1825 in Konstantinopel, Osmanisches Reich; † 21. Juli 1902 in Wien) war ein armenisch-katholischer Ordensgeistlicher und Generalabt der Mechitaristen von Wien.

## Leben
Arsène Aïdynian trat der Ordensgemeinschaft der Mechitaristen von Wien bei. Am 15. März 1887 wurde Aïdynian Generalabt der Mechitaristen von Wien. Zugleich ernannte ihn Papst Leo XIII. zum Titularbischof von Salamis. Der armenisch-katholische Patriarch von Kilikien, Stephano Bedros X. Azarian, spendete ihm am 11. April desselben Jahres in Wien die Bischofsweihe; Mitkonsekratoren waren der Weihbischof in Wien, Eduard Angerer, und der Apostolische Vikar der k. k. Heere, Anton Josef Gruscha.

## Schriften
- Kritische Grammatik des umgangssprachlichen oder modernen Armenisch: mit Einführung und Anhang. Wien 1866, OCLC 35712232 (armenisch: Քննական քերականութիւն աշխարհաբար կամ արդի հայերէն լեզուի: հանդերձ ներածութեամբ եւ յաւելուածով.).